# جیسون جارت (بازیکن فوتبال)
جیسون جارت (انگلیسی: Jason Jarrett؛ زادهٔ ۱۴ سپتامبر ۱۹۷۹) بازیکن فوتبال اهل بریتانیا است.
از باشگاه‌هایی که در آن بازی کرده‌است می‌توان به باشگاه فوتبال پلیموث آرگیل، باشگاه فوتبال ویگان اتلتیک، باشگاه فوتبال نوریچ سیتی، باشگاه فوتبال بری، باشگاه فوتبال اولدهام اتلتیک، باشگاه فوتبال پرستون نورث اند، باشگاه فوتبال هال سیتی، باشگاه فوتبال کویینز پارک رنجرز، باشگاه فوتبال هالیفاکس تاون، باشگاه فوتبال استوک سیتی، باشگاه فوتبال سالفورد سیتی، باشگاه فوتبال بلکپول، باشگاه فوتبال چستر، باشگاه فوتبال لستر سیتی، باشگاه فوتبال برایتون اند هوو آلبیون، باشگاه فوتبال ورکسام، و باشگاه فوتبال پورت ویل اشاره کرد.